# مونیناگ
مونیناگ (به لاتین: Muninag) یک روستا در بنگلادش است که در استان باریسال و در ناحیه پیروج‌پور واقع شده است.